# Lijst van gletsjers in Groenland
Dit is een lijst van gletsjers in Groenland.

## Lijst van gletsjers

### IJskappen
- Groenlandse ijskap

### Andere gletsjers
- A.B. Drachmanngletsjer
- Academygletsjer
- Admiraltygletsjer
- Adolf Hoelgletsjer
- Aldebarangletsjer
- Bacchusgletsjer
- Bersærkergletsjer
- Bjørnbogletsjer
- Bjørnegletsjer
- Blåbærgletsjer
- Blæsegletsjer
- Borgbjerggletsjer
- Borgjøkelengletsjer
- Bredegletsjer
- Brede Spærregletsjer
- Bredgletsjer
- Britanniagletsjer
- Budolfi Isstrømgletsjer
- Canongletsjer
- Chamberlingletsjer
- Charcotgletsjer
- Daugaard-Jensengletsjer
- Dockergletsjer
- Døde Bræ
- Duartgletsjer
- Ebbegletsjer
- Edward Baileygletsjer
- Eielsongletsjer
- Ejnargletsjer
- Ejnar Mikkelsengletsjer
- Emmanuelgletsjer
- Evaldgletsjer
- Eversgletsjer
- Eyvind Fjeldgletsjer
- Fenrisgletsjer
- F. Graaegletsjer
- Frederikshaabgletsjer
- Freuchengletsjer
- Fulachgletsjer
- Gadesgletsjer
- Gammel Hellerupgletsjer
- Gannochygletsjer
- Gåsegletsjer
- Gerard de Geergletsjer
- Grantagletsjer
- Gregorygletsjer
- Gretegletsjer
- Gullygletsjer
- Hagengletsjer
- Hamberggletsjer
- Hammerskjøldgletsjer
- Hansgletsjer
- Harald Moltkegletsjer
- Hastingsgletsjer
- Hayesgletsjer
- Heilpringletsjer
- Heinkelgletsjer
- Helheimgletsjer
- Hisingergletsjer
- Hjørnegletsjer
- Humboldtgletsjer
- Ingia
- Igdlugdlipgletsjer
- Ikertivaqgletsjer
- Irisgletsjer
- Jættegletsjer
- Jakobshavn Isbræ
- Jomfrugletsjer
- Jupitergletsjer
- Kangerdlugssuaqgletsjer
- Kangerdlugssupgletsjer
- Kangerdluarssup Sermia
- Karalegletsjer
- Kangiata Nunata Sermia
- Kishmulgletsjer
- Kista Dangletsjer
- Knud Rasmussengletsjer
- Kofoed-Hansengletsjer
- Kong Oscargletsjer
- Korsgletsjer
- Krabbegletsjer
- Kursgletsjer
- L. Bistrupgletsjer
- Lillegletsjer
- Linnégletsjer
- Luciagletsjer
- Mågegletsjer
- Magga Dangletsjer
- Marie Sophiegletsjer
- Marsgletsjer
- Marsk Stiggletsjer
- Mercuriusgletsjer
- Metaforgletsjer
- Midgardgletsjer
- Milanogletsjer
- Mittivakkatgletsjer
- Neptunusgletsjer
- Nioghalvfjerdsgletsjer (79-gletsjer)
- Nordenskiöldgletsjer
- Nunatakavsaupgletsjer
- Nunatakassaap Sermia
- Nunatakgletsjer
- Oriongletsjer
- Ostenfeldgletsjer
- Oxfordgletsjer
- Passagegletsjer
- Pasterzegletsjer
- Pearygletsjer
- Perdlerfiup Sermia
- Petermanngletsjer
- Ponygletsjer
- Prinsessegletsjer
- Rinkgletsjer
- Rolige Bræ
- Romagletsjer
- Roslingletsjer
- Russellgletsjer
- Rydergletsjer
- Sælsøgletsjer
- Salisburygletsjer
- Schuchertgletsjer
- Sedgwickgletsjer
- Sefströmgletsjer
- Sermeq Avannarleq bij Ilulissat
- Sermeq Avannarleq in Uummannaq
- Sermeq Kujatdleq
- Sermeq Silardleq
- Sermilik Qagssimiut
- Siriusgletsjer
- Skelgletsjer
- Skjoldungegletsjer
- Smalle Spærregletsjer
- Søgletsjer (Søndermarken)
- Søgletsjer (Strindbergland)
- Solgletsjer
- Sonklargletsjer
- Soranergletsjer
- Spærregletsjer
- Spaltegletsjer (Andréeland)
- Spaltegletsjer (Nioghalvfjerdsfjorden)
- Steenstrupgletsjer
- Stejlgletsjer
- Storegletsjer
- Storgletsjer
- Stormgletsjer
- Storstrømmengletsjer
- Sunderlandgletsjer
- Suzannegletsjer
- Sydgletsjer (Furesø)
- Sydgletsjer (Gåsefjord)
- Sydvestgletsjer
- Syvsøstregletsjer
- Tingmjarmiut
- Tobiasgletsjer
- Torvgletsjer
- Toscanogletsjer
- Tracygletsjer
- Treforkgletsjer
- Trekantgletsjer
- Tritongletsjer
- Tvegegletsjer
- Upernavik Isstrøm
- Umiamakogletsjer
- Verenagletsjer
- Vestfjordgletsjer
- Vestre Borggletsjer
- Vibekegletsjer
- Victor Madsengletsjer
- Vikingegletsjer
- Vinduegletsjer
- Violingletsjer
- Wahlenberggletsjer
- Waltershausengletsjer
- Wordiegletsjer
- Zachariae Isstrom